# إد كونروي
إد كونروي هو سياسي كندي، ولد في 21 أكتوبر 1946 في كندا. حزبياً، نشط في الحزب الديمقراطي الجديد في كولومبيا البريطانية ‏.